# Эллиотт, Стюарт (музыкант)
Стю́арт Алекса́ндер Э́ллиотт (Э́ллиот; англ. Stuart Alexander Elliott; род. 5 мая 1953, Лондон, Великобритания) — британский рок-барабанщик. Сотрудничал со Steve Harley & Cockney Rebel, Элом Стюартом, The Alan Parsons Project, Полом Маккартни, Кейт Буш, Keats.

## Биография
Родился в семье профессионального барабанщика, игравшего в биг-бендах.
В 1974—1978 годах входил в состав группы Steve Harley and Cockney Rebel, два альбома которой — The Best Years of Our Lives и The Psychomodo — достигли верхней десятки британского хит-парада. В 1976 году переключился на сессионную работу, исполнив партию ударных на альбоме Эла Стюарта Year of the Cat. В 1978 году принял участие в записи второго студийного альбома Кейт Буш Lionheart и третьего студийного альбома The Alan Parsons Project — Pyramid. Впоследствии неоднократно сотрудничал со всеми перечисленными музыкантами.
В 1980-е—1990-е годы работал в качестве сессионного музыканта с Салли Олдфилд, Джастином Хэйвордом, Крисом Ри, Кенни Роджерсом и Роджером Долтри. Во второй половине 1990-х годов участвовал в концертах Стинга, Simple Minds, Пола Янга, Элиса Купера, Джона Андерсона (Yes), Кулио, Тони Хэдли (Spandau Ballet).
С начала 2000-х годов занимается продакшн-музыкой.
В 2013 и 2015 годах Эллиотт и Эл Стюарт дважды объединили усилия для выступления в Королевском Альберт-холле, исполнив избранные композиции с альбома Year of the Cat. В мае 2015 года Стюарт Эллиот, Дэвид Пейтон и Тим Ренуик по приглашению известного аранжировщика и продюсера Эндрю Пауэлла приняли участие в записи альбома британского певца и актёра Джулза Найта Change of Heart. В августе того же года Эллиотт начал записываться с американским фолк-певцом и сопровождающим музыкантом Эла Стюарта Дейвом Накманоффом.
В ноябре 2015 года Эллиотт, Стив Харли и музыканты из первого состава группы Steve Harley & Cockney Rebel отправились в совместный гастрольный тур, приуроченный к 40-летию выпуска третьего студийного альбома группы — The Best Years of Our Lives (1975).
Стюарт — разносторонний музыкант, он играет на акустической гитаре, бас-гитаре и фортепиано, треугольнике, ксилофоне, гуиро, колокольчиках, клавишных инструментах, кастаньетах и гонге.